# Vitório Pavanello
Vitório Pavanello SDB • ComMM (Presidente Getúlio, 20 de janeiro de 1936) é um filósofo, teólogo e bispo católico brasileiro. Foi bispo de Corumbá e atualmente é arcebispo emérito de Campo Grande.

## Biografia
Dom Vitório Pavanello é o sexto filho do casal Liuz e Filomena Pavanello, de uma prole de nove filhos. Com oito anos começou a estudar na escola rural, dividindo o tempo entre os estudos e o trabalho na roça com seus pais e irmãos mais velhos.
Em 27 de fevereiro de 1949 ingressou no seminário de Ascurra, em Santa Catarina. Bacharel em Letras Anglo-Germânicas, estudou Filosofia na Faculdade Salesiana de Filosofia, Ciências e Letras, em Lorena entre 1957 e 1959 e, depois, Teologia no Instituto Teológico Pio XI, em São Paulo, entre 1963 e 1966.

## Sacerdócio e episcopado
Foi ordenado padre em 31 de julho de 1966, na cidade de São Paulo. Em 31 de janeiro de 1982 foi sagrado bispo de Corumbá, sendo consagrado pelo arcebispo Dom Antônio Barbosa. Em 26 de novembro de 1984 foi nomeado arcebispo-coadjutor de Campo Grande, sendo que em 12 de dezembro de 1986 assume a arquidiocese de Campo Grande, após a renúncia de Dom Antônio Barbosa.
Foi também Presidente do Regional Extremo-Oeste (1983-1988), delegado da Conferência de Santo Domingo e delegado à assembléia especial do Sínodo dos Bispos para a América por nomeação do Papa João Paulo II (1997).
Em 1999, foi admitido à Ordem do Mérito Militar no grau de Comendador especial pelo presidente Fernando Henrique Cardoso.
No dia 4 de maio de 2011 o Papa Bento XVI aceitou o seu pedido de renúncia por limite de idade.